# Цикламен пурпуровий
Цикламен пурпуровий (Cyclamen purpurascens) — вид квіткових рослин з родини первоцвітових (Primulaceae).

## Біоморфологічна характеристика
Багаторічна трав'яниста рослина зі сплюснутою бульбою, 5–15 см заввишки. Бульба 2–5 см у діаметрі. Листки зимують, прикореневі, на довгих ніжках, пластини від широко до округло серцеподібні, 2.5–7 см завдовжки і 2–6 см завширшки, цільні чи зубчасті, голі, темно-зелені зі світлим малюнком зверху, знизу червонуваті. Квітки поодинокі, пониклі, 5-кратні, запашні; чашечка має дзвінчасту форму; трубка віночка коротка, пелюстки малиново-червоні, темно-рожеві чи пурпурні, без значних плям. Плід — куляста коробочка ≈ 1 см у діаметрі. 2n=34.
Період цвітіння: червень — вересень.

## Середовище проживання
Зростає у центральній і південно-центральній Європі: Австрія, Боснія і Герцеговина, Хорватія, Чехія, Франція, Німеччина, Угорщина, Італія, Словенія, Швейцарія. Росте на висотах від 250 до 1300 метрів. 
Цей вид росте в листяних чи частково вічнозелених лісах, зазвичай над вапняком. Він також росте в затінених і напівзатінених місцях серед каменів і коренів дерев, а іноді й на стабілізованих осипах. Особливо поширений у лісах бука.
В Україні вид вирощується в садах, дичавіє.

## Використання
У минулому бульбове кореневище виду використовували в лікувальних цілях. Його все ще можна знайти в складі кількох натуральних і гомеопатичних препаратів, у тому числі для лікування розладів менструального циклу, мігрені та головного болю. Зібрані в дикому вигляді цибулини продають в декоративних цілях. Насіння культивованих рослин доступне в спеціалізованих колах, а також використовується для комерційного вирощування рослин у невеликих масштабах у спеціалізованих розплідниках.

## Охорона
Усі види цикламенів включені до Додатка B Конвенції про міжнародну торгівлю видами дикої фауни та флори, що перебувають під загрозою зникнення (CITES). Вид занесений до червоного списку як такий перебуває під загрозою зникнення в Австрії, близький до загрози в Чехії, і охороняється в Хорватії та Німеччині та регіоні П'ємонте на півночі Італії. Зростає на багатьох заповідних територіях.